# Microsoft
Microsoft Corporation je ameriško računalniško podjetje s sedežem v Redmondu (Washington, ZDA), ki sta ga leta 1975 ustanovila Bill Gates in Paul Allen. Microsoft je največje softversko podjetje na svetu z 128.000 zaposlenimi.
Najbolj znani izdelki:
- MS-DOS
- Microsoft Windows
- Microsoft Office
  - Microsoft Word
  - Microsoft Excel
  - Microsoft OneNote
  - Access
  - Microsoft PowerPoint
  - Publisher
- Internet Explorer
- Microsoft Edge
- Microsoft Outlook in Outlook Express
- Microsoft .NET
- Xbox
- Surface
- Microsoft Lumia
- Microsoft Band
- Azure
- Visual Studio
- Visio
- Project
- SharePoint
- CRM Dynamics
- Bing